# Геленув (Шидловецький повіт)
Геленув (пол. Helenów) — село в Польщі, у гміні Оронсько Шидловецького повіту Мазовецького воєводства.
Населення — 155 осіб (2011).
У 1975-1998 роках село належало до Радомського воєводства.

## Демографія
Демографічна структура станом на 31 березня 2011 року:
|          | Загалом | Допрацездатний вік | Працездатний вік | Постпрацездатний вік |
| -------- | ------- | ------------------ | ---------------- | -------------------- |
| Чоловіки | 74      | 21                 | 44               | 9                    |
| Жінки    | 81      | 13                 | 45               | 23                   |
| Разом    | 155     | 34                 | 89               | 32                   |